# 하인츠 피셔
하인츠 피셔(독일어: Heinz Fischer, 1938년 10월 9일 ~ )은 오스트리아의 정치인이다. 2004년부터 2016년까지 대통령으로 재임했다.
그라츠 출신이며, 빈 대학교에서 법학을 전공했다. 1971년 국회의원이 되었다. 1983년 ~ 1987년 프레트 지노바츠 총리가 이끄는 연정에서 과학부 장관을 지냈다. 1990년 ~ 2004년, 국회의장을 지냈다. 한편 이와 함께 인스브루크 대학교에서 정치학 교수로 재직하기도 했다. 2004년 1월, 대선 출마를 선언, 사회민주당 후보로 뽑혔다.
2004년 4월, 국민 직접 선거에서 52.4%의 득표율로 6년 임기의 대통령에 당선되었다.
2007년 4월, 대한민국을 방문하여 노무현 대통령과 정상회담을 가졌다. 2010년 4월 25일 오스트리아 대통령 선거에서 79.8%를 득표하여 연임에 성공하였다.

## 역대 선거 결과
| 선거명      | 직책명              | 대수 | 정당                  | 득표율 | 득표수      | 결과 | 당락 |
| ----------- | ------------------- | ---- | --------------------- | ------ | ----------- | ---- | ---- |
| 2004년 선거 | 오스트리아의 대통령 | 7대  | 오스트리아 사회민주당 | 52.39% | 2,166,690표 | 1위  |      |
| 2010년 선거 | 오스트리아의 대통령 | 7대  | 오스트리아 사회민주당 | 79.33% | 2,508,373표 | 1위  |      |

## 같이 보기
- 오스트리아의 정치